# 地氯雷他定
地氯雷他定（Desloratadine），又稱AERIUS (先靈葆雅)/DENOSIN (美時)，屬於三環長效型的組織胺拮抗劑(Antagonist)，選擇性作用在H1接受體。接受體結合數據顯示若在濃度2-3ng/ml(7nmol)，與人類組織胺H1接受體會產生有意義的交互作用。
分子式：C19H19ClN2
Desloratadine能抑制組織胺並且會由人類肥大細胞(mast cell)釋出。
Desloratadine不會通過大腦血管障壁(blood brain barrier; BBB)。
地氯雷他定的枸橼酸氢二钠盐二水合物称为枸地氯雷他定（Desloratadine Citrate Disodium）。

## 適應症
季節性過敏性鼻炎引起的相關症狀，緩解慢性原發性蕁麻疹相關症狀。

## 注意事項
致癌性、突變性及生殖力損傷。
1. 致癌性：根據 loratadine實驗，給予小鼠(mice) 40 mg/kg/day 18個月的長期實驗，或給予大鼠(rat)實驗上雄性 10 mg/kg/day及雌性 25mg/kg/day 2年的長期實驗，皆有肝細胞腫瘤(合併腺腫瘤及癌)高的發生率；但在長期的臨床實驗上仍未建立。
2. 突變性：尚無研究指出本品具有基因突變的危險性。
3. 生殖力損傷：投予雌性大鼠 desloratadine 24mg/kg/day，並不影響生殖力，投予雄性大鼠 12mg/kg/day則會降低精子的活動力及數目，但在 3mg/kg/day下並不影響其生殖力。[來源請求]

## 外部連結
- Denosin 停敏 仿單